# Coochy Coochy
Coochy Coochy è un brano musicale scritto ed interpretato da Ringo Starr.

## Il brano

### Composizione e registrazione
Il drummer compose e registrò il brano a Nashville, dove si era recato, assieme al chitarrista Pete Drake, il 22 giugno 1970 con lo scopo di registrare un LP, pubblicato nel settembre di quell'anno come Beaucoups of Blues. Coochy Coochy venne incisa in quelle sessions, che si svolsero in soli due giorni, il 30 giugno ed il 1º luglio; Starr disse ai numerosi musicisti lì presenti che il brano era nella tonalità del Mi maggiore, e lo registrarono. Il risultato, in origine lungo 28 minuti, secondo Ringo era ottimo.

### Pubblicazione
Con i nastri delle sedute di Nashville consegnati alla EMI l'8 settembre, circa venti giorni dopo Beaucoups of Blues venne pubblicato sia negli USA che nel Regno Unito. Il 5 del mese successivo, negli States ed in qualche altra nazione (ma non in Gran Bretagna) apparve l'SP Beaucoups of Blues/Coochy Coochy; negli Stati Uniti il 45 giri arrivò fino all'87ª posizione, piazzamento che ricalca le scarse vendite dell'omonimo LP. Nel 1995, la b-side apparve sulla ristampa in CD di Beaucoups of Blues cone bonus track; l'unica altra traccia aggiuntiva era una jam session di alcuni musicisti dell'album, intitolata Nashville Jam, che non era mai stata pubblicata ufficialmente su qualsiasi altro formato. Nel booklet del CD non appare il testo di Coochy Coochy, a differenza di tutti i brani non strumentali dell'album. Il copyright del brano, come tutti quelli di Beaucoups of Blues, appartiene alla Startling Music Ltd., una casa di edizioni musicali di proprietà dello stesso Ringo. Nel 1971, in Messico la traccia venne pubblicata sul lato B dell'EP Beaucoups of Blues.

## Formazione
La probabile line-up nel pezzo è la seguente:
- Ringo Starr: voce, batteria
- Pete Drake: steel guitar a pedale
- Ben Keith: steel guitar
- Charlie Daniels: chitarra
- Sorrels Pickard: chitarra
- Jerry Reed: chitarra
- Dave Kirby: chitarra
- Jerry Kennedy: chitarra
- Jerry Shook: chitarra
- Buddy Harman: basso elettrico
- Roy Huskey Jr.: basso elettrico
- D.J. Fontana: batteria
- The Jordanaires: cori
- George Richey: violino
- Grover Lavender: violino
- Jim Buchanan: violino
- Charlie McCoy: armonica a bocca[2]

### Annotazioni
1. ↑  Apple 2969

### Fonti
1. 1 2 3 4 5 6   Hervé Bourhis, Il Piccolo Libro dei Beatles, Apple Records, 1995., pag. 10 - 11</
2. 1 2 3  (EN) Graham Calkin, Beaucoups of Blues, su jpgr.co.uk, JPGR. URL consultato il 2 agosto 2014.
3. ↑  Staffan Olander, pag. 8.
4. ↑  (EN) Beaucoups of Blues by Ringo Starr, su rateyourmusic.com, rateyourmusic . URL consultato il 2 agosto 2014.